# Christian Heitzmann

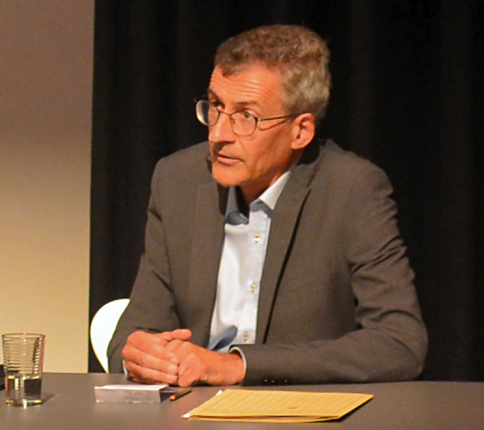
Christian Heitzmann, 2020

Christian Heitzmann (* 1965) ist ein deutscher Philologe und Historiker. Er ist Leiter der Abteilung Handschriften und Sondersammlungen der Herzog August Bibliothek in Wolfenbüttel.

## Leben und Wirken
Nach dem Schulbesuch studierte er ab 1986 Geschichte, Klassische und Lateinische Philologie des Mittelalters an der Universitäten Freiburg im Breisgau und ab 1994 in Florenz. 1997 promovierte er in Freiburg im Breisgau zum Dr. phil. Seine Dissertation erschien 1999 unter dem Titel Gesta Karoli Magni ad Carcassonam et Narbonam. Untersuchungen und Neuedition in Druck. Er war zunächst als Assistent am Freiburger Seminar für Lateinische Philologie des Mittelalters und Stipendiat am Warburg Institute in London tätig. Von 1998 bis 2001 war Heitzmann Bearbeiter des Katalogs der lateinischen Bibeldrucke der Bibelsammlung der Württembergischen Landesbibliothek in Stuttgart. Danach nahm er die Katalogisierung der Helmstedter mittelalterlichen Handschriften der Herzog August Bibliothek (HAB) in Wolfenbüttel vor.
Ab 2002 war Heitzmann stellvertretender Leiter der Abteilung Handschriften und Sondersammlungen der Herzog August Bibliothek in Wolfenbüttel und Koordinator der Katalogisierungs- und Digitalisierungsprojekte zu mittelalterlichen Handschriften. 2007 übernahm er die Leitung dieser Abteilung.
Heitzmann ist u. a. Kurator der Ausstellung Reformstau im 15. Jahrhundert? Kirche und Welt vor der Reformation.
Er ist Mitglied der Akademie der Wissenschaften und der Literatur in Mainz. Im Dezember 2019 wurde er zum stellvertretenden Vorsitzenden des Kulturstadt Wolfenbüttel e. V. gewählt.

## Werke (Auswahl)

### Autor
- Gesta Karoli Magni ad Carcassonam et Narbonam. Untersuchungen und Neuedition. Sismel, Ed. Galluzzo, Bottai 1999.
- Lexikon des Mittelalters. In: Informationsmittel für Bibliotheken 7 (1999), S. 1–4.
- Die mittelalterlichen Handschriften der Leopold-Sophien-Bibliothek in Überlingen, in: Schriften des Vereins für Geschichte des Bodensees und seiner Umgebung, 120. Jg. 2002, S. 41–103 (Digitalisat).
- Ganze Bücher von Geschichten. Bibeln aus Niedersachsen. (Ausstellungskataloge der Herzog August Bibliothek 81) Wiesbaden 2003.
- Matthias Flacius Illyricus in der Herzog August Bibliothek Wolfenbüttel. In: E. W. Peters (Hrsg.): Die Magdeburger Centurien, 1. Die Kirchengeschichtsschreibung des Flacius Illyricus, Dößel, 2007, S. 81–90.
- Zur Arbeit der sechs deutschen Handschriftenzentren. In: Das Mittelalter 14 (2009), S. 8–16.
- Nachruf Wolfgang Milde (1934–2011). In: Zeitschrift für Bibliothekswesen und Bibliographie. Jahrgang 58, Nr. 5, 2011, S. 297, doi:10.3196/186429501158591, ISSN 0044-2380 (print), ISSN 1864-2950 (online).
- (mit Helmar Härtel, Dieter Merzbacher und Bertram Lesser): Katalog der mittelalterlichen Helmstedter Handschriften, Teil 1: Cod. Guelf. 1 bis 276, Wiesbaden 2012.
- (mit Edina Zsupan): Corvina Augusta : die Handschriften des Königs Matthias Corvinus in der Herzog August Bibliothek Wolfenbüttel (Supplementum Corvinianum 3), Budapest 2014.
- Zwischen Tugend und Laster. Ein spätmittelalterlicher Conflictus animae. In: Gedenkschrift für Jochen Bepler. Jahrbuch kirchliches Buch- und Bibliothekswesen N.F. 3 (2015), S. 123–134.
- (mit Patrizia Carmassi): Einleitung: Das Phänomen Marginalien - allgemeine Erwägungen. 2019.
- Wikukinds Bibliothek. In: Babette Ludowici (Hrsg.): Saxons (= Neue Studien zur Sachsenforschung. Bd. 7). Theiss, Darmstadt 2019, ISBN 978-3-8062-4005-4, S. 364–365.

### Herausgeber
- Die Sterne lügen nicht. Astrologie und Astronomie im Mittelalter und in der Frühen Neuzeit. Harrassowitz Verlag, Wiesbaden 2008.
- (mit Monika E. Müller): Einen Platz im Himmel erwerben. Bücher und Bilder im Dienste mittelalterlicher Jenseitsfürsorge. Harrassowitz Verlag, Wiesbaden 2012.
- (mit Jochen Bepler): Der Albani-Psalter. Stand und Perspektiven der Forschung. Olms, Hildesheim, Zürich, New York, NY 2013.
- (mit Patrizia Carmassi): Der "Liber floridus" in Wolfenbüttel. Eine Prachthandschrift über Himmel und Erde in Wolfenbüttel.WBG Academic, Darmstadt [2013].
- (mit Falk Eisermann): Einblicke. Bücher aus der Barther Kirchenbibliothek im Fokus. Hinstorff, Rostock 2016.
- (mit Patrizia Carmassi): Marginalien in Bild und Text. Essays zu mittelalterlichen Handschriften. Harrassowitz Verlag, Wiesbaden 2019.